# Amélie et Compagnie
Pour les articles homonymes, voir Amélie.
 (décembre 2019).

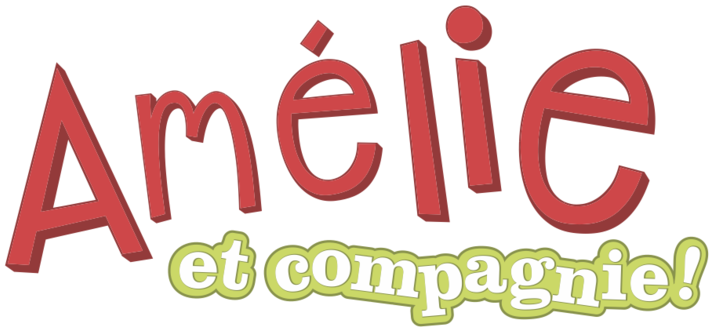
Logo de la série

Amélie et Compagnie est une série télévisée pour la jeunesse franco-ontarienne produite par Carte Blanche Films et diffusée depuis septembre 2017 sur les plateformes de TFO.
Une suite dérivée, Les Vlogues de Newton, a été diffusée sur le web en 2019.

## Synopsis
La série se déroule dans la ville fictive de Balmoral, dans le Nord de l'Ontario. Une jeune fille nommée Amélie Archambault, débrouillarde, engagée, et qui parle aux animaux, décide de rouvrir le refuge pour animaux domestiques abandonnés de sa défunte mère. Accompagnée et soutenue par son chat qui parle, Newton, ses amis Liam et Rachel ainsi que par son frère Mathieu et son père Martin, Amélie va tout faire pour gérer au mieux le refuge. Malgré un voisin, Paul-Yves Célestin, plus connu sous le surnom de « PYC », qui nuit constamment aux plans d’Amélie et compagnie, la jeune fille et son petit monde traversent cette aventure avec ingéniosité, détermination, cœur et humour.

## Distribution
- Shanti Corbeil-Gauvreau : Amélie Archambault
- Nicolas Van Burek : voix de Newton
- Caleb Giroux : Liam Carmichael
- Olivia Dépatie : Rachel Wassef-Trudel
- Cameron Brodeur : Mathieu Archambault
- Frank Chiesurin : Martin Archambault
- Arnaud Bachand : Paul-Yves Célestin
- Gryffin Hanvelt : Alphonse Carmichael
- Manon St-Jules : Jennie Carmichael
- Ethan Burnett : George
- Alexandra Hyland : Gracia
- Steffi DiDomenicantonio (saison 1 & 2), Sarah Dagenais-Hakim (saison 3) : India
- Julia Lalonde : Marie-Lune Célestin
- Hélène Dallaire : Sarah Despins
- Sarah Speakman : Star
- Bruno Verdoni: Benoît-Olivier Célestin
- Emma Bao Linh Tourné: Billie

## Épisodes
Source : IMDB

### Saison 1 (2017)
1. Un intrus au refuge

1. Newton
2. Au secours de Spring
3. Petites Notions de territoire
4. À couper le souffle
5. Touche pas à mes amis
6. Soupçons de poison
7. La Chasse au trésor
8. Newton ne parle pas
9. Sauvons les lièvres
10. Les Gardes du corps
11. Le Grand Jour
12. L'Aveu
13. La Réconciliation
14. Le Code secret
15. Surprise
16. Vétérinaire en herbe
17. La Vérité démasquée
18. Madame Nikos veut voir Newton
19. Ça presse en citron
20. Kiki et les amis
21. Tout commence par un rêve

### Saison 2 (2018)
1. Sauvons Enzo

1. L'Arroseur arrosé
2. Un grand parleur
3. La Berceuse de cacao
4. Mission au secours du chien errant
5. Chacun cherche son chat
6. À la recherche de Marie Curie
7. L'Œuf ou la Poule
8. Rachel 007
9. La Chèvre et le Chou
10. Les Petits Mensonges
11. Pas de répit pour Amélie
12. Bric-à-brac
13. Bonbons, Chaton et Gaston
14. Dans l’œil du minou
15. Drôles de numéros
16. Une bonne fois pour toutes
17. Les Hauts et les bas d'Amélie et compagnie

### Saison 3 (2019)
1. La Perfection à tout prix!
2. Billie, Boc et Colégram!
3. « Chat  » ne va plus...
4. Cupcakes et Cardio!
5. Les Chassés-croisés d'Amélie!
6. Les hauts et les bas d'Amélie et compagnie!
7. Mystère et boule de poils
8. Confiance... et flatulences
9. Opération charme
10. Pile-poil et pas de poil
11. Vérités, mensonges et autres quiproquos
12. À la recherche de M. Gougoux!
13. Sauve qui pue!
14. Les Soucis d'Amélie
15. Des aires de Shakespeare
16. Surprise!
17. Un parc à sauver
18. Blaireaux à la rescousse